# Добротин, Николай Алексеевич
Николай Алексеевич Добротин (18 июня 1908, Пенза, Российская Империя — 6 февраля 2002, Москва, Россия) — советский учёный, доктор физико-математических наук (1948), профессор (1951), академик Академии Наук Казахской ССР (1967), заслуженный деятель науки Казахской ССР (1982).

## Биография
Окончил Северо-Кавказский государственный университет в Ростове-на-Дону (1929). В том же городе преподаватель института энергетики (1929—1931).
Аспирант, старший научный сотрудник, заведующий лабораторией Физического Института Академии Наук СССР. Учёный секретарь Президиума Академии Наук СССР (1950—1955). Заместитель директора Физического Института Академии Наук СССР (1951—1976).
С 1968 по 1976 годы — заведующий лабораторией в Институте физики высоких энергий (ИФВЭ) Академии Наук Казахской ССР. Заместитель директора ИФВЭ Академии Наук Казахской ССР, заместитель академика-секретаря физико-математического отделения АН Каз ССР (1976-87).
Пенсионер с 1987 года.
Основные научные труды — по атомным ядрам и космическим лучам. Совместно с Д.В Скобельцыным и Г. Т. Зацепиным открыл (1949) и изучил электронно-ядерные ливни и ядерно-каскадный процесс (Государственная премия СССР, 1951), открыл асимметричные ливни.

## Награды
Лауреат Сталинской премии (1951). 3 ордена Трудового Красного Знамени, а также медали.

## Из библиографии

### Книги
- Добротин Н. А. Космические лучи : [Учеб. пособие для гос. ун-тов]. — Москва : Гостехиздат, 1954. — 320 с.; 10 отд. сброшир. л. черт. : ил., черт.; 22 см.
- Добротин Н. А. Космические лучи. — Москва : Изд-во Акад. наук СССР, 1963. — 127 с., 1 л. карт. : ил., карт.; 20 см. — (Научно-популярная серия/ Акад. наук СССР).
- Изучение взаимодействий частиц космических лучей в стратосфере / Н. А. Добротин, В. М. Иваненко, Т. Н. Квочкина. — Алма-Ата : ИФВЭ, 1979. — [1], 33, [7] с. : граф.; 21 см. — (Препринт / АН КазССР, Ин-т физики высоких энергий; ИФВЭ 76-79).
- Сильные взаимодействия при энергиях > 10" ЭВ / Н. А. Добротин, С. А. Славатинский; Физ. ин-т им. П. Н. Лебедева Акад. наук СССР. Лаборатория косм. лучей. — Москва : [б. и.], 1967. — 13 с., 3 л. ил.; 22 см.

### Редакторская деятельность
- Неупругие адрон-адронные и адрон-ядерные взаимодействия : [Сб. статей] / АН КазССР, Ин-т физики высоких энергий; [Редкол.: Н. А. Добротин (отв. ред.) и др.]. — Алма-Ата : Наука, 1980. — 219 с. : ил.; 22 см.
- Множественное образование адронов : [Сб. ст.] / АН КазССР, Ин-т физики высок. энергий; [Редкол.: Н. А. Добротин (отв. ред.) и др.]. — Алма-Ата : Наука, 1983. — 236 с. : ил.; 20 см.
- Автоматизация обработки фильмовой информации при высоких энергиях / В. Г. Воинов, А. А. Локтионов, Ю. В. Овсов и др. ; Отв. ред. акад. АН КазССР Н. А. Добротин; АН КазССР, Ин-т физики высоких энергий. — Алма-Ата : Наука, 1978. — 131 с. : ил.; 21 см.